# Sarcopodium circinatum
Sarcopodium circinatum är en svampart som beskrevs av Ehrenb. 1818. Sarcopodium circinatum ingår i släktet Sarcopodium, divisionen sporsäcksvampar och riket svampar.   Inga underarter finns listade i Catalogue of Life.